# Bromobenzaldéhyde
Le bromobenzaldéhyde est un composé aromatique de formule C7H5BrO. Il est constitué d'un
noyau benzénique substitué par un groupe aldéhyde  (-CHO) et un atome de  brome (Br). Comme tous les benzènes disubstitués, il existe sous la forme de trois isomères structuraux, les composés ortho, méta et para, selon la position relative des deux substituants sur le cycle.

## Propriétés
| Bromobenzaldéhyde  |                                            |                                           |                                                                   |
| Nom                | 2-bromobenzaldéhyde                        | 3-bromobenzaldéhyde                       | 4-bromobenzaldéhyde                                               |
| Autres noms        | orthobromobenzaldéhyde o-bromobenzaldéhyde | métabromobenzaldéhyde m-bromobenzaldéhyde | parabromobenzaldéhyde p-bromobenzaldéhyde                         |
| Structure          |                                            |                                           |                                                                   |
| Numéro CAS         | 6630-33-7                                  | 3132-99-8                                 | 1122-91-4                                                         |
| Numéro ECHA        | 100.026.930                                | 100.019.570                               | 100.013.060                                                       |
| PubChem            | 81129                                      | 76583                                     | 70741                                                             |
| Formule brute      | C7H5BrO                                    | C7H5BrO                                   | C7H5BrO                                                           |
| Masse molaire      | 185,03 g·mol−1                             | 185,03 g·mol−1                            | 185,03 g·mol−1                                                    |
| État (CNTP)        | liquide                                    | liquide                                   | solide                                                            |
| Point de fusion    | 16 à 19 °C                                 | 18 à 21 °C                                | 55 à 58 °C                                                        |
| Point d'ébullition | 230 °C                                     | 233 à 236 °C                              | 66 à 68 °C (2 mmHg)                                               |
| Point d'éclair     | 95 °C                                      | 96 °C                                     | 109 °C                                                            |
| Icône SGH          | Attention                                  | Attention                                 | Attention                                                         |
| Phrase H et P      | H315, H319 et H335                         | H315, H319 et H335                        | H302, H315, H317, H319 et H335                                    |
| Phrase H et P      | P261 et P305+P351+P338                     | P305+P351+P338                            | P280 et P301+P312+P330 P304+P340+P312 et P305+P351+P338 P333+P313 |

Le 4-bromobenzaldéhyde qui a la symétrie la plus élevée a le plus haut point de fusion. C'est le seul qui est solide à température ambiante.

## Utilisation
Le 4-bromobenzaldéhyde est utilisé dans la synthèse de l'acide 4-formylphénylboronique.